# Чернышёва, Екатерина Николаевна
Екатерина Николаевна Чернышёва (25 августа 1935 — 9 января 2022) — советский и российский художник-живописец. Член Союза художников СССР (1962; Союза художников России с (1991). Заслуженный художник РСФСР (1981), народный художник Российской Федерации (2000), член-корреспондент Российской академии художеств (2012).

## Биография
Родилась 25 августа 1935 года в Москве, в семье народного художника РСФСР Николая Михайловича Чернышева (1885—1973), именно от него она и получила свои первые живописные уроки. В доме Николая Михайловича Чернышева постоянно бывали художники, у которых Е. Н. Чернышева старалась научиться лучшему в художественной профессии: А. М. Матвеев, П. В. Кузнецов, В. А. Фаворский, А. А. Дейнека и С. В. Герасимов.
С 1947 по 1955 годы Е. Н. Чернышева обучалась в Московской художественной школе АХ СССР, с 1955 по 1961 годы в Московском художественном институте имени В. И. Сурикова, её учителем по мастерской живописи был профессор Александр Александрович Дейнека. В 1961 году после защиты дипломной работы «На Ленинские горы» окончила институт и получила специальность «художник-живописец».
С 1961 года Е. Н. Чернышева совместно со своим отцом — Николаем Михайловичем Чернышевым и художником, ставшим её мужем, — Андреем Петровичем Горским начала ездить по городам СССР и писать работы. В 1976 году работы Е. Н. Чернышевой «Девочка с собачкой» и «Мирная жизнь. Два поколения» стали лучшими картинами года по версии Московского отделения Союза художников РCФСР.
Е. Н. Чернышева — постоянный участник московских зональных, республиканских, союзных и зарубежных выставок, её работы имеются в Государственной Третьяковской галереи, а также в различных музеях России, США, Италии, Японии, Франции и стран СНГ. С 1978 года Е. Н. Чернышева была участницей выставки «Художники России — детям», где ею были представлены такие работы, как «Таня из деревни Боровно», «Летний вечер», «Дети Архипова» и «Ландыши». С 1981 года Е. Н. Чернышева завершила работу из трёх частей под названием — «С чего начинается Родина» («Лето в деревне», «Первый дождь» и «Начало лета»). В 1993 году на VIII республиканской выставке «Россия» Е. Н. Чернышева выставляет триптих «Русские женщины». С 1995 по 1997 годы Е. Н. Чернышева была участником выставок в Московском Центральном доме художников, здесь проходила её персональная выставка и выставка, посвященная 850-летию Москвы.
С 1962 она член Союза художников СССР (с 1991 года Союза художников России) по секции «живопись». С 1964 член Московского отделения Союза художников РСФСР.
В 1981 году ей было присвоено почётное звание Заслуженный художник РСФСР, в 2000 году — Народный художник Российской Федерации.
В 2001 году избрана членом Петровской академии наук и искусств.
В 2012 году избрана членом-корреспондентом Российской академии художеств
Умерла 9 января 2022 года. Похоронена на Миусском кладбище

## Основные работы
- 1961 год — «На Ленинские горы»
- 1964 год — «Верба цветет»
- 1967 год — «Одуванчики»
- 1968 год — «Девчата в поле (Песня жаворонка)»
- 1972 год — «Толя, Витя и Вова из деревни Кишарино»
- 1975 год — «Мирная жизнь(Два поколения)»
- 1975 год — «Девочка с собачкой»
- 1978 год — «Таня из деревни Боровно»
- 1978 год — «Летний вечер»
- 1978 год — «Дети Архипова»
- 1978 год — «Ландыши»
- 1981 год — «С чего начинается Родина» («Лето в деревне», «Первый дождь» и «Начало лета»)
- 1981 год — «Русские женщины»

## Награды
- Народный художник Российской Федерации (2000)
- Заслуженный художник РСФСР (1981)
- Серебряная медаль РАХ

## Семья
- Супруг — народный художник России Андрей Петрович Горский (1926—2015).
  - Сын — заслуженный художник России, член-корреспондент РАХ Николай Андреевич Горский-Чернышев (род. 1964)